# Distretto di Longshan
Il distretto di Longshan (龙山区S, Lóngshān QūP) è un distretto della Cina, situato nella provincia di Jilin e amministrato dalla prefettura di Liaoyuan.